# Discorbitura
Discorbitura es un género de foraminífero bentónico de la subfamilia Discorbinellinae, de la familia Discorbinellidae, de la superfamilia Discorbinelloidea, del suborden Rotaliina y del orden Rotaliida. Su especie tipo es Discorbitura dignata. Su rango cronoestratigráfico abarca el Oligoceno.

## Clasificación
Discorbitura incluye a la siguiente especie:
- Discorbitura dignata †